# 王好善
王好善（1559年—1619年），字元甫，号葆光，更号四来，北直隶順天府通州宝坻县人，官至凤阳府知府。

## 生平
万历十九年（1591年）辛卯科順天乡试举人，曾任猗氏县县丞。万历二十九年（1601年）辛丑科進士，少负异禀，日诵千言，为诸名流所赏识。兵部觀政，三十一年释褐任开封府推官，听断若神，尝一上夕梦欧阳永叔诣阶下，求脱心，怪之，旦日治簿，见有苏继欧者，曰：异哉兆矣。遂力雪其冤，苏后卒成进士，他所出疑狱囚凡三十馀。会河决朱家口，众议纷纭，好善请疏下流以杀其势，如言果无恙。三十三年丁憂歸，三十五年補青州府推官，擒妖贼柳廷讚等枭之，除十虎之为民害者，境藉以安。三十八年升户部雲南司主事，四十年丁憂！四十二年内迁都水郎，命督清江厂，通运便商，计税额工科所羡，注籍上之。居淮三年，塞决河，筑戍楼，江淮人肖貌以祀。再拜虞衡郎，四十六年出守凤阳府，甫赴任而卒，年六十一，凤阳人怅不得被其泽，开封、青州闻之，皆为陨涕。子王兆辰，为名孝廉。曾孙王采。

## 家族
烈祖王林。天祖王翱，成化十年甲午顺天乡试举人，历任宿迁县县令、嘉兴府通判。高祖王聘。曾祖王庠。祖父王柔。祖母芮氏，封孺人。父王明汲。母赵氏，封孺人。
妻赵氏，封孺人。子王兆辰，宝坻县廪生。女儿王氏，嫁与宝坻县庠生杨来复。孙王乃真，王乃余。曾孙王采。